# Poiroux
Poiroux är en kommun i departementet Vendée i regionen Pays de la Loire i västra Frankrike. Kommunen ligger i kantonen Talmont-Saint-Hilaire som tillhör arrondissementet Les Sables-d'Olonne. År 2022 hade Poiroux 1 234 invånare.

## Befolkningsutveckling
Antalet invånare i kommunen Poiroux
| Referens: INSEE |